# Festival Internacional de Cine de Fukuoka
El Festival Internacional de Cine de Fukuoka —en japonés: アジアフォーカス・福岡国際映画祭 Asia Focus - Fukuoka Kokusai Eigasai o en inglés: Fukuoka International Film Festival— es un festival cinematográfico que se realiza anualmente en la capital de la prefectura de Fukuoka en el extremo norte de la isla Kyushu en Japón desde el año 1991. El evento busca reunir a lo mejor del cine de Asia y buscar nuevos talentos en la industria de dicho continente.

## Palmarés
| Año  | Ganador                | País       | Director(a)    |
| ---- | ---------------------- | ---------- | -------------- |
| 2006 | I Did Not Kill Gandhi  | India      | Jahnu Barua    |
| 2007 | The White Silk Dress   | Vietnam    | Luu Huynh Luu  |
| 2008 | In the Name of God     | Pakistán   | Shoaib Mansoor |
| 2009 | Don’t Burn             | Vietnam    | Dang Nhat Minh |
| 2010 | True Noon (Qiyami Roz) | Tayikistán | Nosir Saidov   |
| 2011 | Yodaí-e Nader az Simín | Irán       | Asghar Farhadi |